# チョリム
チョリㇺ(朝鮮語: 조림、Jorim)は、野菜、肉、魚介、豆腐等を味付けした出汁で煮込んだ朝鮮料理である。醤油ベースが多いが、特にマサバ、サンマ、タチウオ等を具材とした場合は、コチュジャンやチリパウダーが加えられることもある。朝鮮王朝の宮廷料理では、チョリニ(Jorini)と呼ばれる。

## 用語
Jorimは、「煮詰める」という意味の動詞joridaに由来する動詞的名詞である。一般的な調理法であるにもかかわらず、調理法の用語の発展が遅かったため、この用語が初めて現れたのは18世紀である。その代わり、チョリㇺは、チㇺ、チゲとともにチョチ(jochi)と呼ばれた。料理の種類として動詞的名詞のチョリㇺが初めて言及されたのは、19世紀の料理本『是議全書』に記載されたチャンチョリㇺ（牛肉の醤油煮）である。

## 種類
- ドゥブチョリㇺ - 豆腐の煮込み[6]
- カルチチョリㇺ - タチウオの煮付け
- カㇺジャチョリㇺ - ジャガイモの煮込み[7]
- ゴドゥンオチョリㇺ - マサバと大根の煮付け[8]
- チャンチョリㇺ - 牛肉の醤油煮込み
- ケンニプチョリㇺ - エゴマの葉の煮込み
- コンチチョリㇺ - サンマの煮付け
- ウォンチョリㇺ - ゴボウの煮込み
- ヨングンチョリㇺ - レンコンの煮込み

## ギャラリー

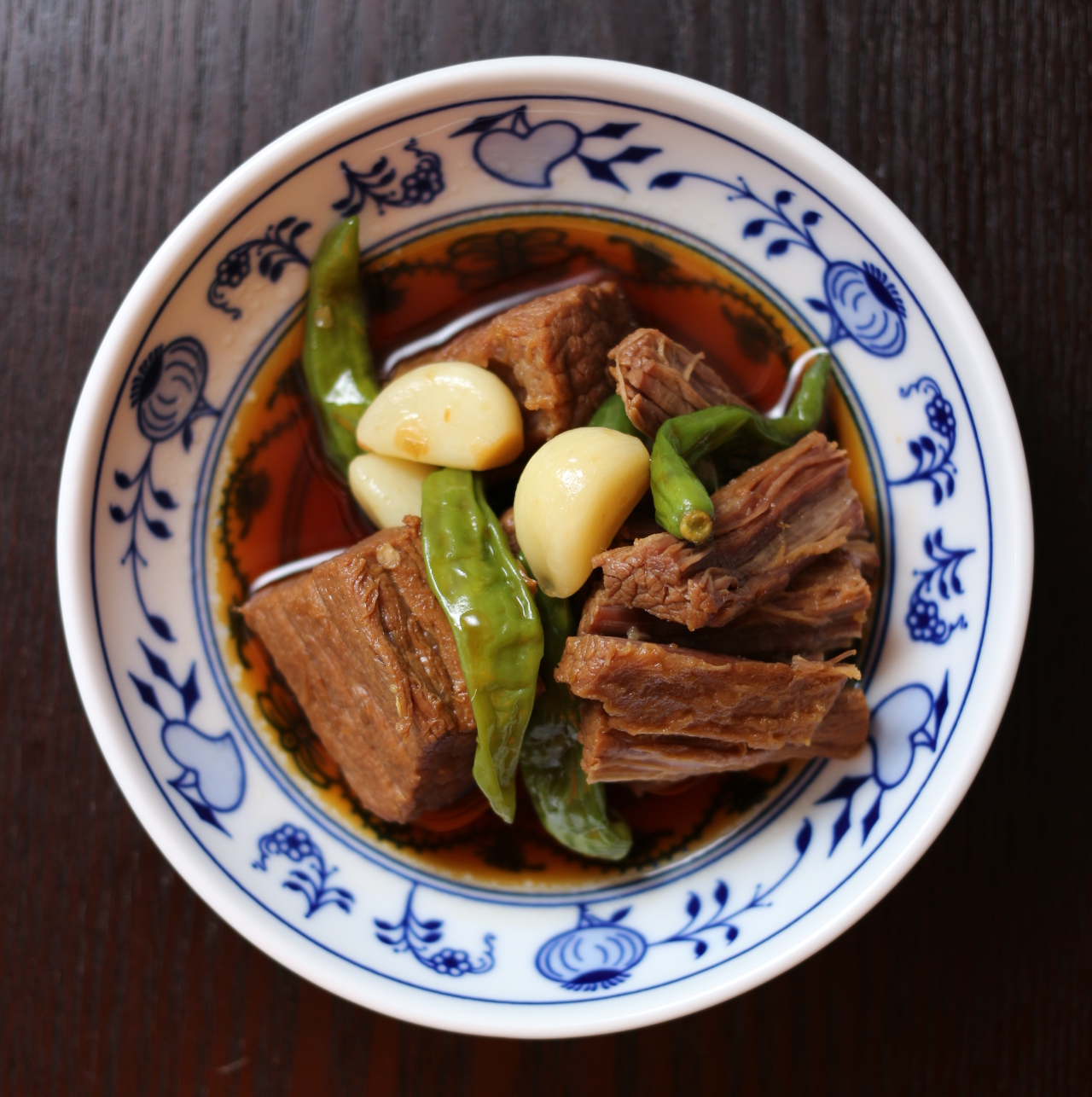
チャンチョリㇺ
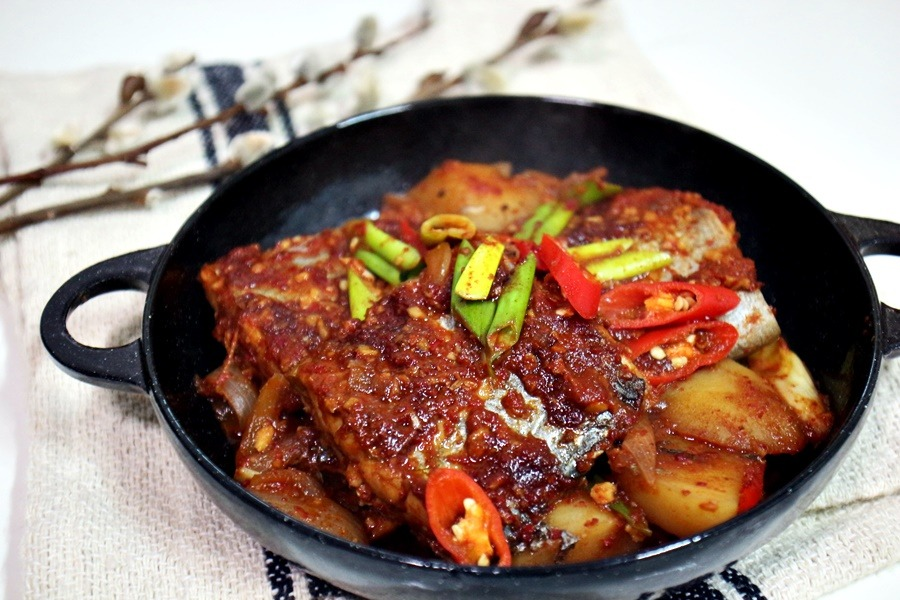
カルチチョリㇺ
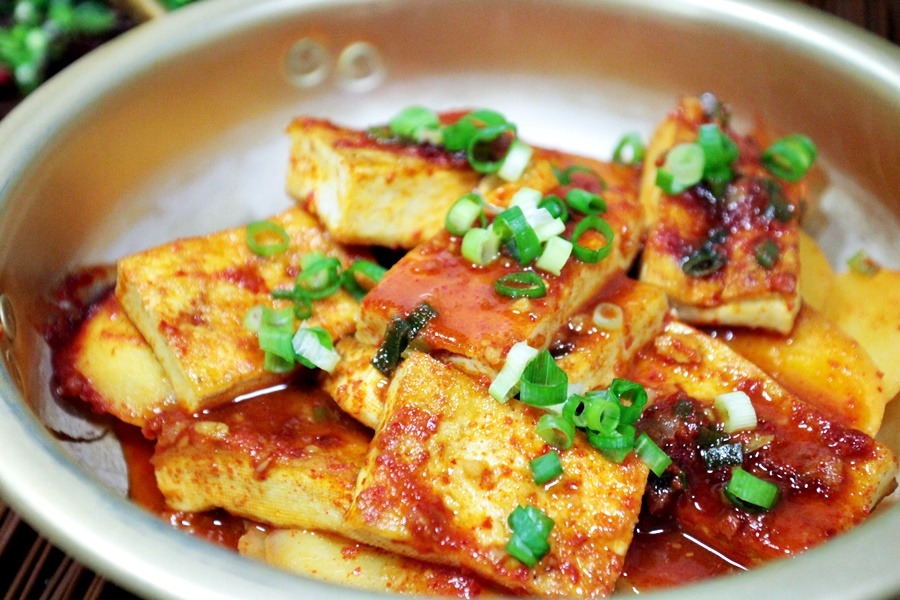
ドゥブチョリㇺ
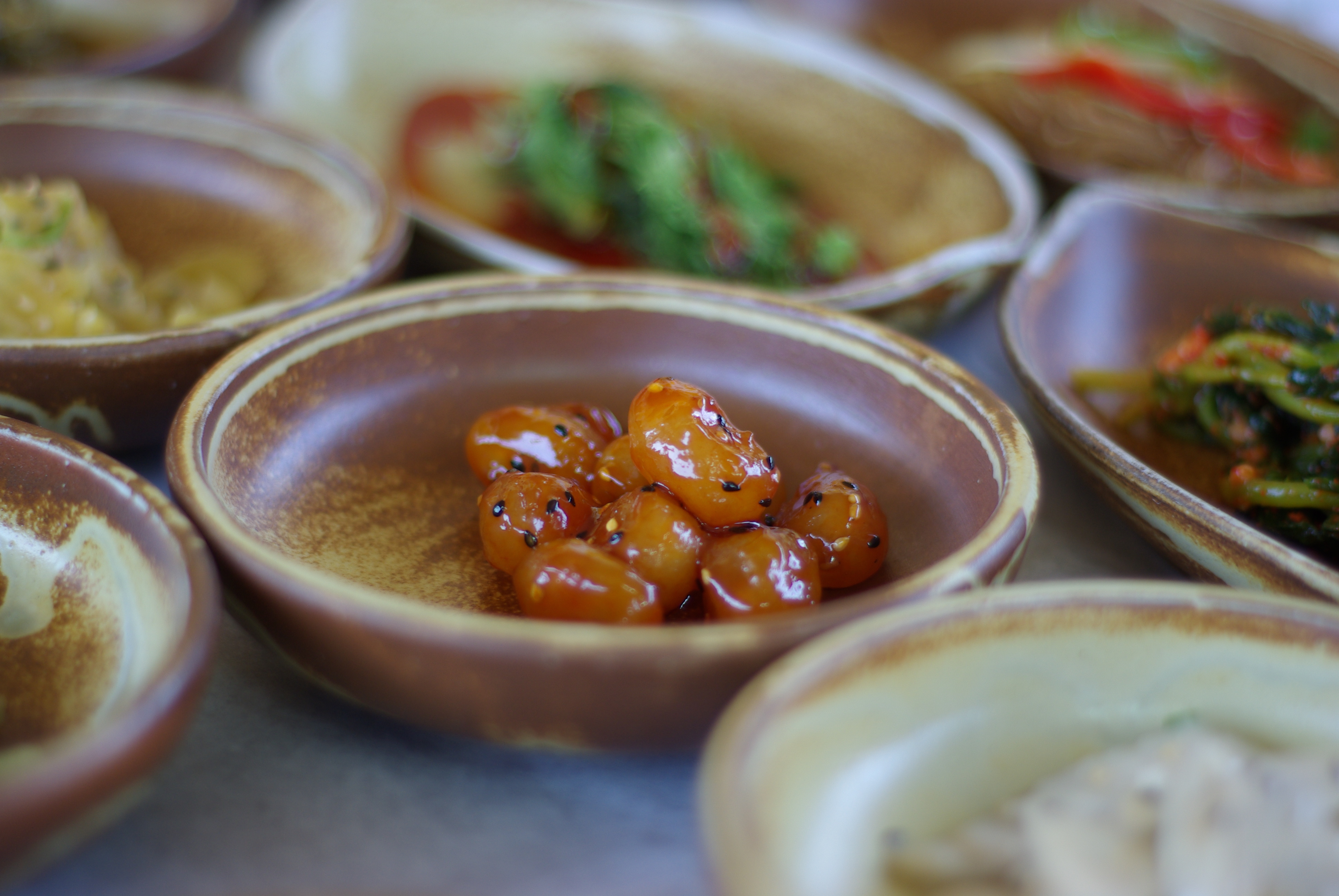
カㇺジャチョリㇺ
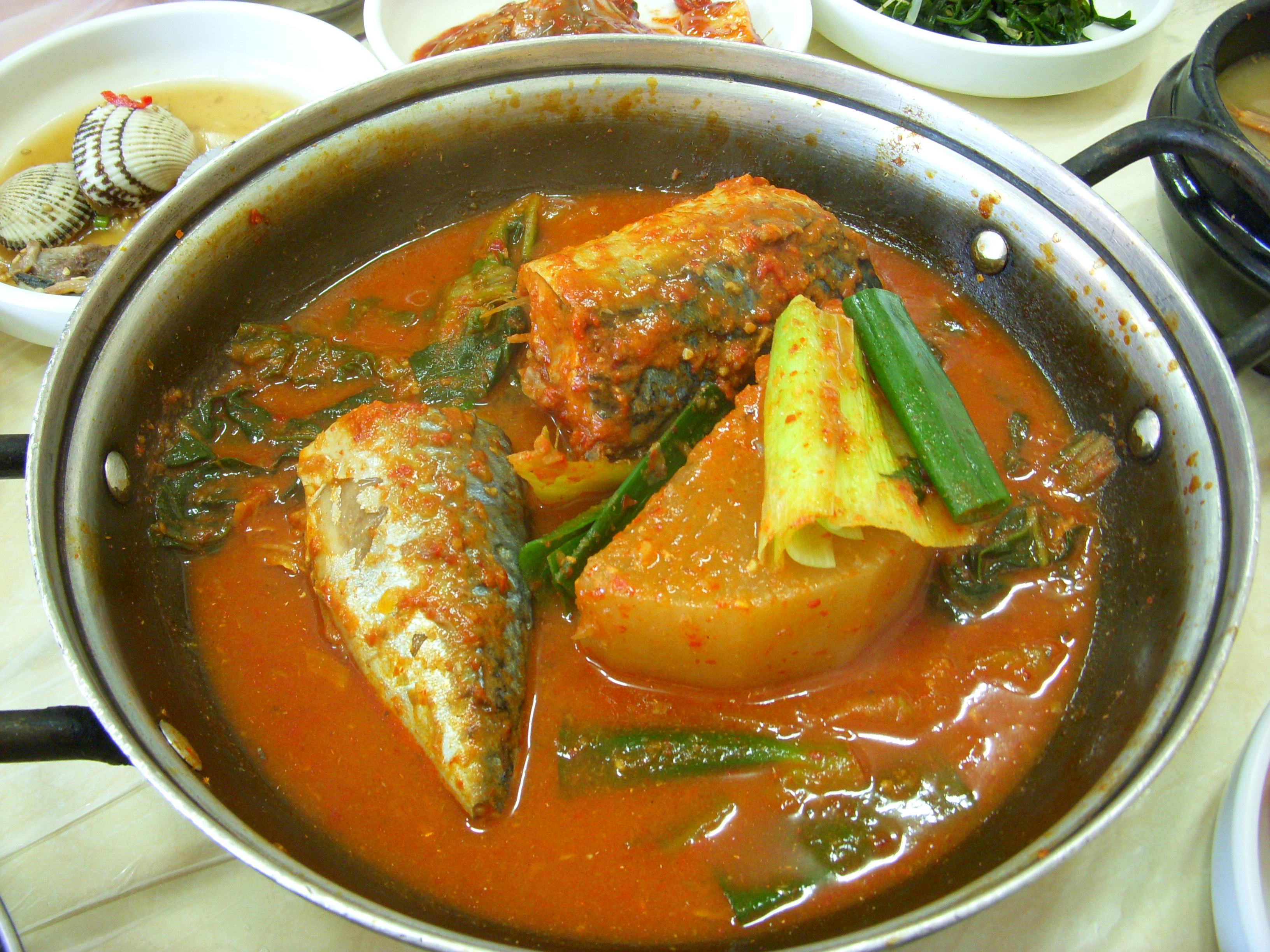
ゴドゥンオチョリㇺ
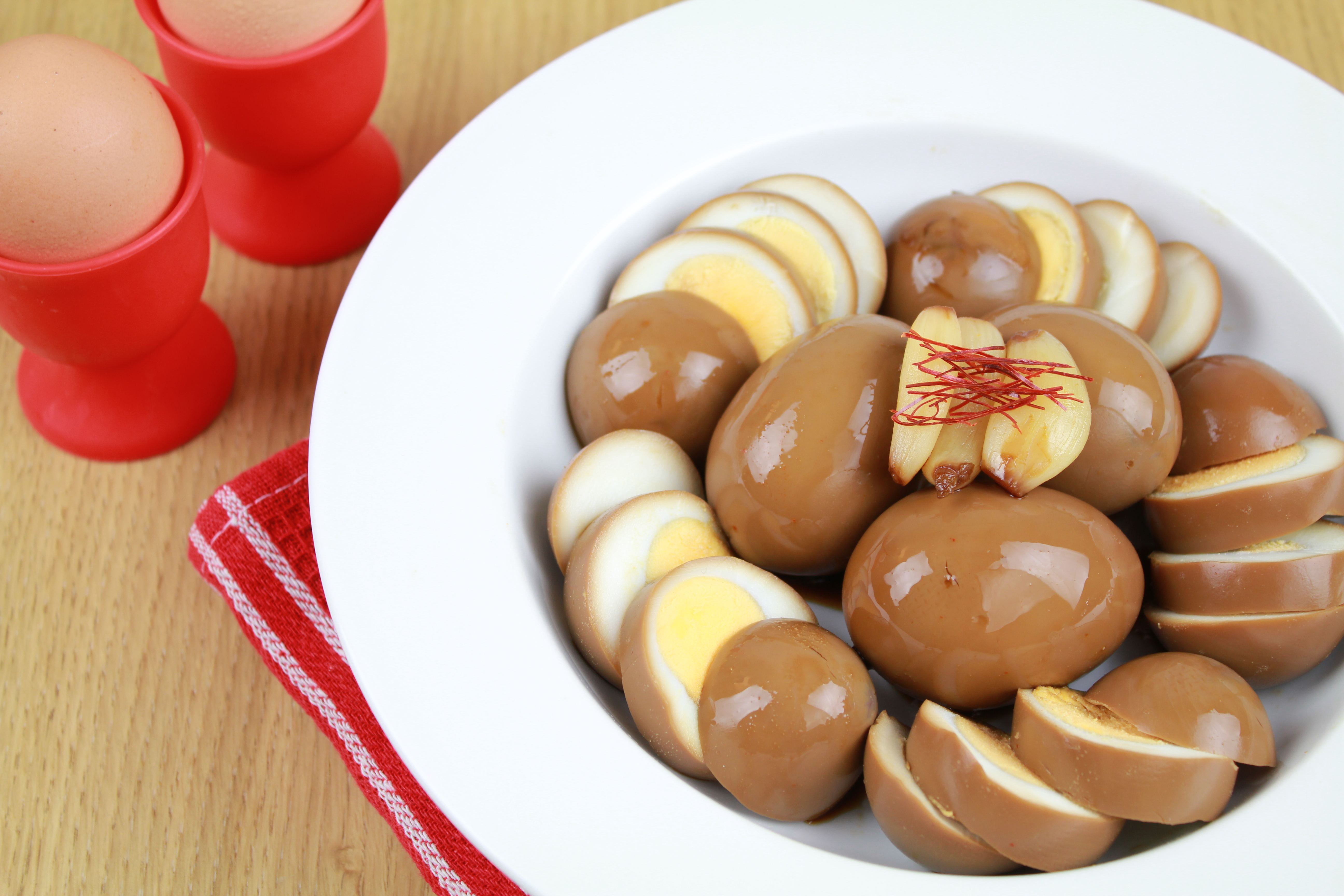
ケランチャンチョリㇺ（煮卵）
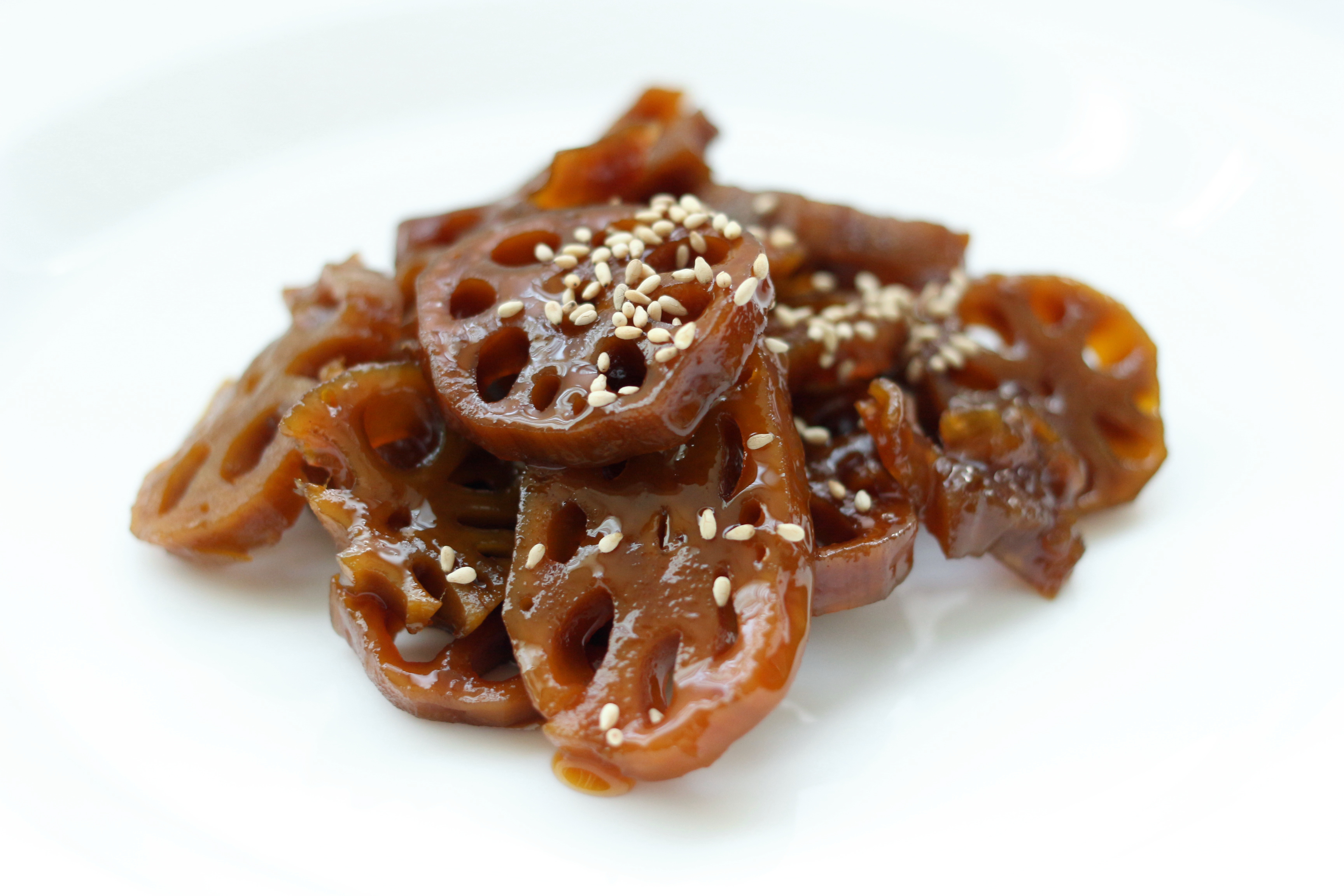
ヨングンチョリㇺ
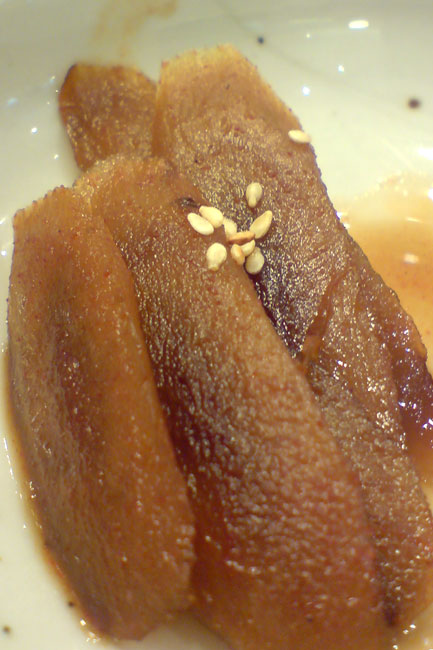
ウォンチョリㇺ